# Catherinette

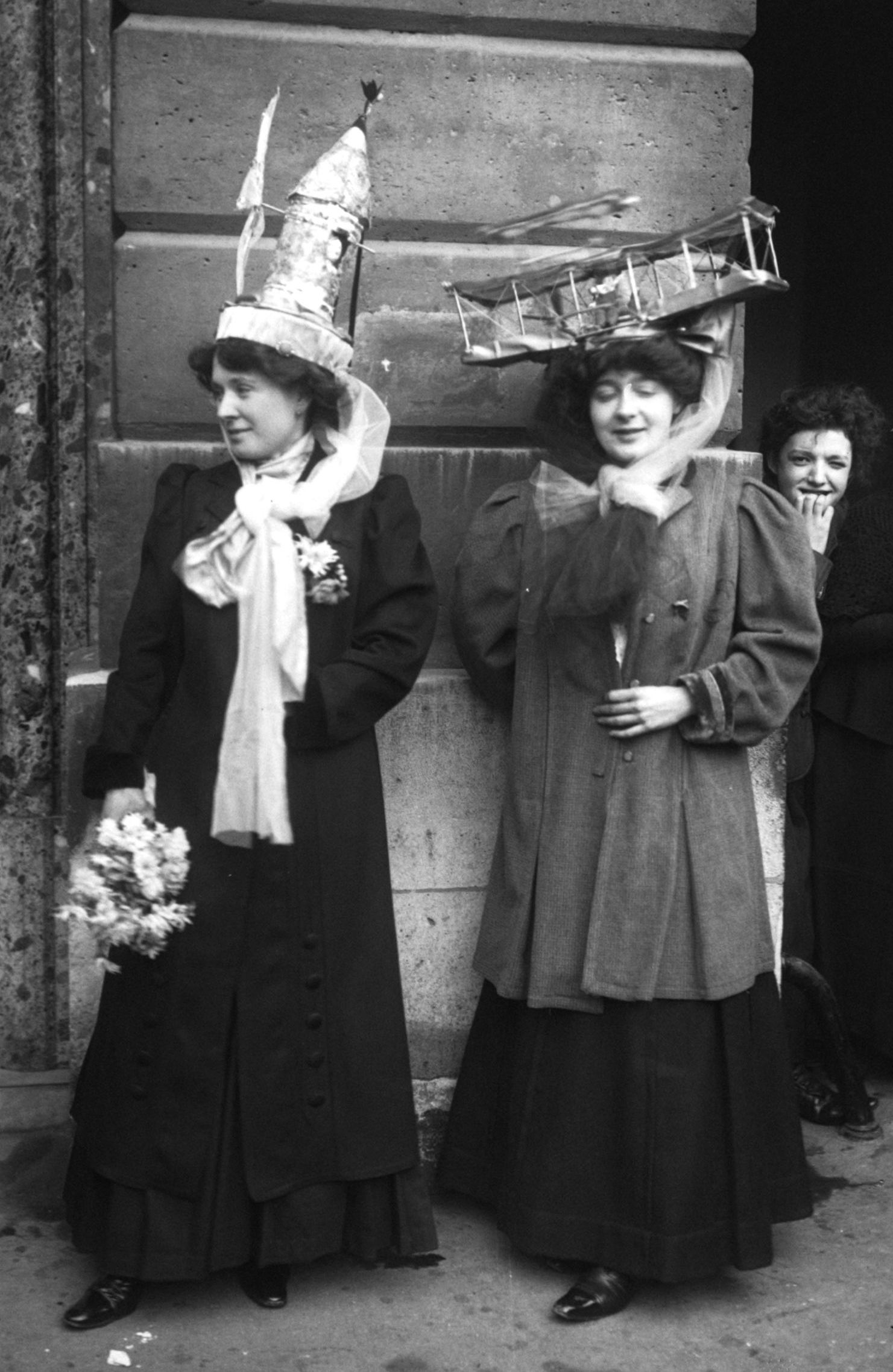
Två catherinetter, klädda i extravaganta hattar. Paris 1909

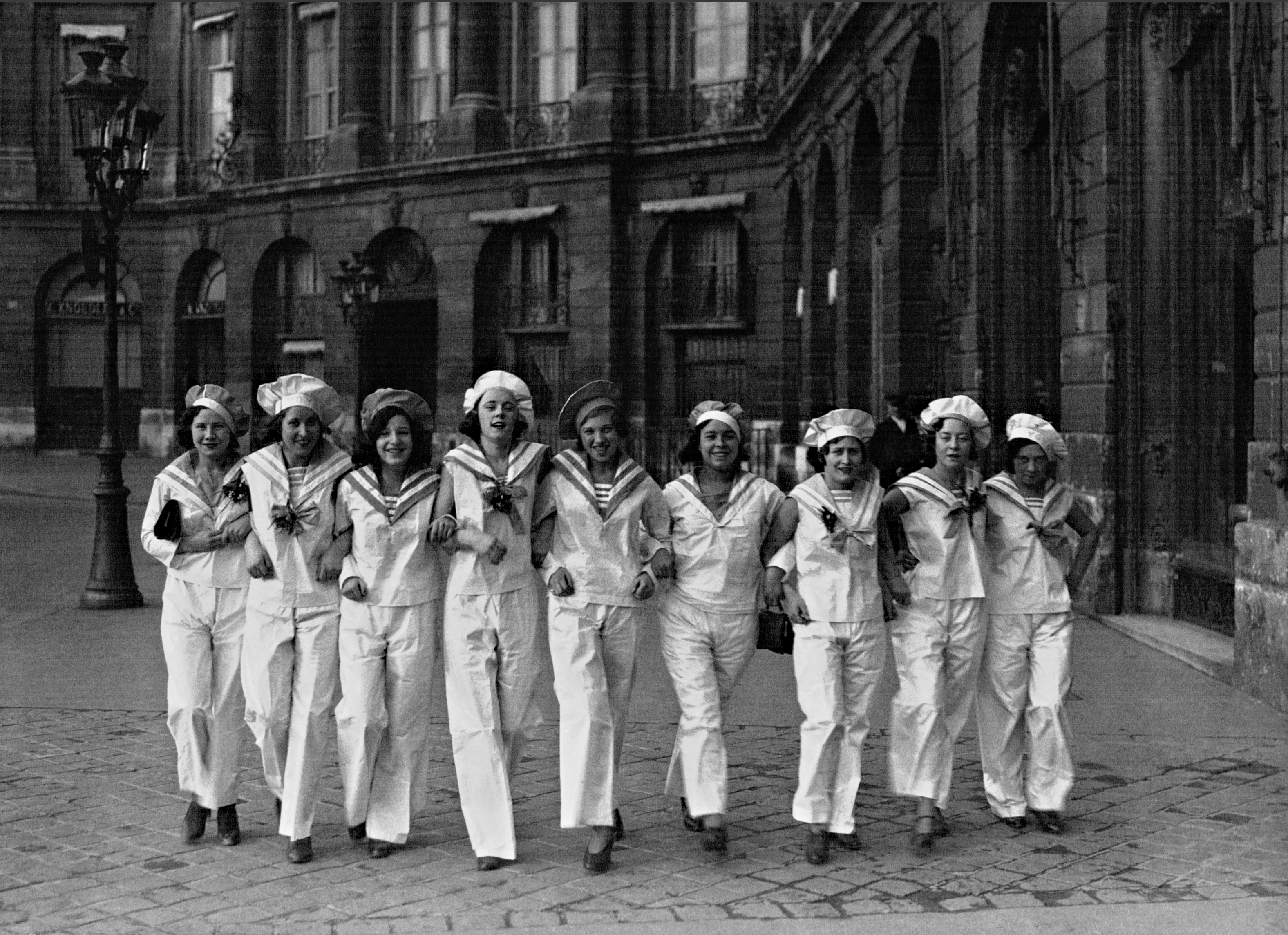
Catherinetter i Paris, rue de la Paix, 1932

Catherinetter kallades i Frankrike de kvinnor som vid tjugofem års ålder inte var gifta.

## Sankta Katarinas minnesdag
Catherinetterna firades den 25 november, Sankta Katarinas minnesdag. Katarina dog martyrdöden som oskuld och är flickors och unga kvinnors skyddshelgon.

## Seden i Frankrike
I Frankrike uppkom en sed där unga kvinnor, som önskade sig att bli gifta snart, klädde sig i en dräkt där hatten ägnades särskild uppmärksamhet. Hattens färger var traditionellt grönt och gult. Seden har avtagit betydligt, men firas fortfarande i vissa yrkesmiljöer, ibland med ironisk ton.
Sankta Katarina och Sankt Nikolaus var skyddshelgon för ogifta kvinnor respektive män. Sällskap av unga kvinnor dyrkade helgonet fick privilegiet att sköta helgonets staty, som de klädde under en ceremoni varje 25 november. De som gifte sig fick lämna sällskapen och lämna över plikten att "klä Sankta Katarina" (franska "coiffer sainte Catherine"), som i Frankrike har blivit uttryck för "nucka". På grund av förändringar i kvinnors sociala status och äktenskapet är denna sed utdöende.
På Sankta Katarinas minnesdag i Paris tas 'Katarinor' och 'Nissar' från olika modehus emot i stadshuset och ges gåvor av sina arbetsgivare, utöver en hatt som gjorts av deras kollegor.